# Neobronnimannia
Neobronnimannia es un género de foraminífero bentónico considerado un sinónimo posterior de Bronnimannia de la familia Bronnimanniidae, de la superfamilia Discorboidea, del suborden Rotaliina y del orden Rotaliida. Su especie tipo era Neobronnimannia compacta. Su rango cronoestratigráfico abarcaba el Holoceno.

## Clasificación
Neobronnimannia incluía a las siguientes especies:
- Neobronnimannia compacta